# Neoctenacarus hastilis
Neoctenacarus hastilis är en kvalsterart som beskrevs av Johann Wilhelm Karl Moritz 1974. Neoctenacarus hastilis ingår i släktet Neoctenacarus och familjen Ctenacaridae. Inga underarter finns listade i Catalogue of Life.